# Richard Brinsley Sheridan
Richard Brinsley Sheridan (Dublino, 30 ottobre 1751 – Londra, 7 luglio 1816) è stato un politico, commediografo e direttore teatrale irlandese.
I suoi lavori hanno un impianto teatrale robusto, un dialogo avvincente, ritmo e situazioni serrate, anche se non scrisse molto.
I personaggi sono perfettamente disegnati, e se non tutta l'opera di Sheridan ha lo stesso valore delle opere migliori, alcune, come The Rivals e The School for Scandal, reggono la scena ancora oggi.
Sheridan fu anche uno dei più importanti impresari della storia del teatro inglese; diresse il Theatre Royale Drury Lane dal 1776, dopo aver rilevato parte della cointeressenza di David Garrick, e ricostruì il teatro dotandolo di una sala che per l'epoca era di proporzioni gigantesche (poteva contenere 3600 posti).
Il Theatre Royale Drury Lane fu poi distrutto, nel 1809, da un incendio, causando a Sheridan una perdita economica dalla quale non si riprese mai. 
Dopo una farsa, Jupiter, Sheridan scrisse nel 1775 The Rivals, che inizialmente fu un insuccesso; l'anno seguente, un approfondito rimaneggiamento della stessa commedia ottenne un successo trionfale. La prima commedia di cui diede rappresentazione al Drury Lane appena acquistato fu A Trip to Scarborough (del 1777; Un viaggio a Scarborough), rifacimento di un lavoro di John Vanbrugh, che ebbe discrete accoglienze; The School for Scandal (del 1777; La scuola della maldicenza) assicurò a Sheridan il successo desiderato, collocandolo fra gli autori preferiti dal pubblico inglese.
Buon successo ebbe anche Pizarro, del 1799, un adattamento da August von Kotzebue, che ebbe un successo di cassetta notevolissimo.
Le sue opere principali sono state riprese dopo la Seconda guerra mondiale ottenendo, a distanza di quasi due secoli, buone accoglienze che ne testimoniano la vitalità.

## Opere e prima data di rappresentazione
- The Rivals - I rivali, 17 gennaio 1775.
- St Patrick's Day - Il giorno di San Patrizio, 2 maggio 1775.
- The Duenna - La governante, 21 novembre 1775.
- A Trip to Scarborough - Un viaggio a Scarborough, 24 febbraio 1777.
- The School for Scandal - La scuola della maldicenza, 8 maggio 1777.
- The Camp - Il campo, 15 ottobre 1778.
- The Critic - Il critico, 30 ottobre 1779.
- The Glorious First of June, 2 luglio 1794.
- Pizarro, 24 maggio 1799.